# The Bleeding
Albums de Cannibal Corpse
Hammer Smashed Face Vile
The Bleeding est le quatrième album studio du groupe de brutal death metal Américain Cannibal Corpse. Cet album est sorti le 12 avril 1994 sous le label Metal Blade Records.
C'est le dernier album ou Chris Barnes assurera le poste de vocaliste dans le groupe, puisque dans le prochain album de Cannibal Corpse, Vile, c'est George Fisher qui assurera ce poste (il est d'ailleurs toujours chanteur dans le groupe). C'est également le premier album avec le guitariste Rob Barrett.
Comme tous les albums du groupe (excepté Kill), il existe une version censurée et non-censurée de la pochette de l'album.
Avec plus de 98 000 copies vendues, The Bleeding est l'album du groupe qui a eu le plus grand succès commercial.
une version rééditée de l'album existe, incluant, en plus des titres de la version originale, un titre supplémentaire (The Exorcist, il s'agit d'une reprise du groupe Possessed) et de la video de la piste Staring Through the Eyes of the Dead

## Composition
- Chris Barnes - chant
- Jack Owen - guitare
- Rob Barrett - guitare
- Alex Webster - basse
- Paul Mazurkiewicz - batterie

## Liste des titres
1. Staring Through the Eyes of the Dead – 3:30
2. Fucked with a Knife – 2:15
3. Stripped, Raped and Strangled – 3:27
4. Pulverized – 3:35
5. Return to Flesh – 4:21
6. The Pick-Axe Murders – 3:00
7. She Was Asking for It – 4:34
8. The Bleeding – 4:21
9. Force Fed Broken Glass – 5:03
10. An Experiment in Homicide – 2:38
11. The Exorcist (reprise de Possessed) (piste supplémentaire présente uniquement dans la version rééditée)